# Челмозеро (озеро, Муезерский район)
Челмозеро — озеро на территории Ледмозерского сельского поселения Муезерского района Республики Карелии.

## Общие сведения
Площадь озера — 3,2 км², площадь водосборного бассейна — 267 км². Располагается на высоте 151,7 метров над уровнем моря.
Форма озера лопастная, продолговатая: оно вытянуто с северо-запада на юго-восток. Берега сильно изрезанные, каменисто-песчаные, местами заболоченные.
Через озеро протекает река Няугу, впадающая в реку Чирко-Кемь.
В озере более десяти безымянных островов различной площади, однако их количество может варьироваться в зависимости от уровня воды.
Вдоль юго-западного берега проходит автодорога местного значения.
Код объекта в государственном водном реестре — 02020000911102000005384.